# معتمدية المنستير
معتمدية المنستير إحدى معتمديات الجمهورية التونسية، تابعة لولاية المنستير.